# Santuario di San Rocco (Roccamontepiano)

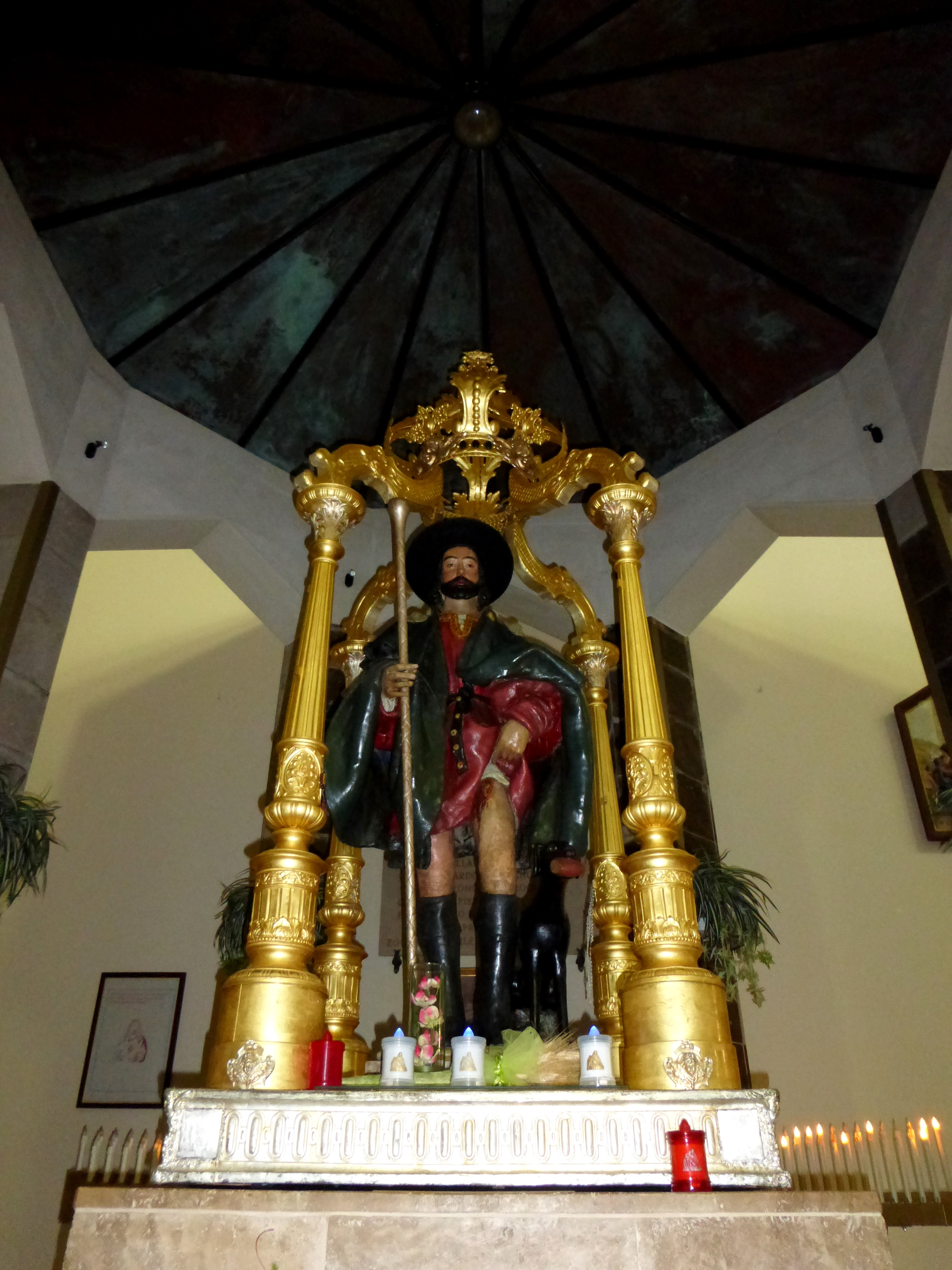
Statua di San Rocco all'interno della chiesa.

Il santuario di San Rocco è un luogo di culto cattolico situato a Roccamontepiano, in provincia di Chieti.

## Storia
La chiesa fu costruita nel Seicento per scongiurare l'epidemia di peste che dal 1654 flagellava il Regno di Napoli. Nel 1575 esisteva già una statua dedicata al santo, e la chiesa barocca era di modesta fattura e piccole dimensioni, edificata proprio presso la grotta. Nel 1765 una grande frana distrusse il vecchio abitato che si spopolò nelle contrade sottostanti di Sant'Angelo e Giancamillo, ma il culto della chiesa provvisoria non scemò. Negli anni cinquanta le parti della vecchia chiesa, in particolare la base del campanile, furono usate nuovamente per l'edificazione di un santuario più moderno e spazioso.

## Architettura

### Esterni
L'attuale edificio, realizzato negli anni cinquanta, sostituì una precedente chiesa sopravvissuta al terremoto del 1765 costruita a metà Seicento, probabilmente in occasione dell'epidemia di peste che afflisse il Regno di Napoli nel 1654. Il moderno edificio, che si affaccia su San Rocco, è ricoperto in travertino bianco mentre le mura e il campanile sono di pietra travertino locale denominata pietra riccia.
Il santuario ha pianta rettangolare, con facciata tripartita, a salienti, ad evocare l'architettura romanica. Ha tre portali uguali, che immettono alle tre navate, il corpo centrale di facciata, inquadrato da paraste, è più grande, sulla sommità è ornato da un avancorpo a tempietto con soffitto a dalde, e decorazione degli anni 80 in maiolica di pannelli policromi, che raffigurano scene della vita di San Rocco. Il campanile laterale è una torre quadrata, ricavata con materiale della precedente chiesa. La sommità ha le arcate della cella campanaria e una piccola cuspide.

### Interni
L'interno è a tre navate a salienti, divise da pilastri su archi che compongono geometrie molto schematiche. Per la modernità della costruzione, pochi sono gli elementi di ornamento, spicca sulla navata sinistra l'altare principale a tabernacolo stile classico barocco, a pianta ottagonale con colonne e cupola, in finto marmo policromo, che accoglie la statua processionale del Santo. Da un lato si accede alla grotta miracolosa,attraverso  un percorso  sotterraneo che immette all'altro con un piccolo altare.
Presso le pareti delle navate si trovano dei pannelli ad affresco di autori locali, un pannello di Santa Lucia tra Santa Apollonia e San Giorgio nelle vesti di guerriero, un pannello di San Camillo de Lellis tra gli ammalati  un pannello della Madonna degli Angeli e un pannello della Sacra Famiglia. 
L'altare maggiore ospita un dipinto della Crocifissione con le Marie dolenti, e ai piedi i santi patroni San Rocco e San Francesco Caracciolo.
I due capoaltari delle navate laterali ospitano la statua di Maria Immacolata (navata destro), e il Sacro Cuore di Cristo (navata sinistra); altre statue sono il gruppo dell'Addolorata e del Cristo morto, Santa Lucia,  la Sant'Anna con Maria Bambina, in legno dipinto. 

### Grotta e fontana miracolosa
Nel 2010 sono stati realizzati un percorso della Via Crucis sul costone roccioso che affianca il santuario, e una fontanella a muro con la maiolica di Rapino (CH) a pannelli, che raffigurano San Rocco e il cane.
L'acqua sacra di San Rocco si trova anche presso la grotta, dove vengono praticate le abluzioni il 16 agosto, e presso una fontana moderna, realizzata in un piazzale poco distante, lungo via Roma, piazzale quadrato con i muri perimetrali dotati di cannelle.
L'edificio preesistente è visibile in alcune fotografie storiche, aveva pianta rettangolare modificata in più punti nello stile, la facciata piana era inronacata di bianco, con un portale centrale sovrastato da un oculo. Il campanile laterale, situato in posizione differente dalla torre attuale, era molto baddo, rifatto nel primo Novecento in stile neogotico, con archi ogivali e una cuspide piramidale. L'interno era a navata unica con l'altare centrale, e l'accesso sotterraneo alla grotta miracolosa.

## Leggenda di San Rocco
L'Abruzzo è terra di antichi riti, tradizioni, santi e viandanti.
Non vi é paese o borgo dove attorno ad una chiesetta, edicola o luogo naturale non sia nata una ritualità sacrale che molto spesso, affondando le proprie radici nella notte dei tempi, si ricolleghi direttamente ad antichi culti pagani e alle forze della natura.
Roccamontepiano, piccolo centro pedemontano della Majella, ne racchiude una molto sentita.
Qui, l'abbondante presenza di acqua con numerose sorgenti, ruscelli e torrenti, essa rappresenta la forza, la purezza ed il sostentamento delle sue genti. Elemento di vita e rigenerazione, non viene vissuta con sacralità solo dai suoi roccolani ma è diffusa l'usanza, per diverse decine di migliaia di persone di tutto il territorio teatino-pescarese, di recarsi a bere, bagnarsi e raccogliere la "miracolosa acqua" che sgorga nella grotta di San Rocco e che alimenta anche l'annessa fontana.
Il culto è legato, indissolubilmente, al santo pellegrino Rocco, il protettore dalla peste e dei mali incurabili. Leggenda vuole che il santo, in viaggio verso e da Roma si fosse rifugiato nell'antica Rocca, tenimento della potente famiglia patrizia dei principi Orsini.
Le festività di ferragosto dell'Assunta e San Rocco sono diventate così  l'occasione di tanta devozione molto popolare e diffusa tra i credenti.
Qui, già dal 1600, esisteva una chiesa dedicata al santo francese che visse nel XIV secolo. Figlio di una nobile famiglia di Montpellier decise, alla morte dei genitori, di donare tutto ai poveri e partire pellegrino verso la tomba di San Pietro. Lungo la sua strada incontrò il terribile flagello della peste. Non curante di rischi a cui poteva incorrere si mise a disposizione dei malati appestati per aiutarli nelle cure.
La storia di Rocco è raffigurata nell'iconografia classica con un cagnolino con un pane in bocca. Una leggenda locale vuole che il giovane Rocco dimorò nella grotta che oggi è venerata è ritenuta miracolosa. Egli sopravvisse grazie alle cure amorevoli di un cane che rubava quotidianamente dalla mensa del padrone un pane e che portava al povero pellegrino.
Tra leggenda e devozione popolare il paese, il santuario, la grotta e la fontana vengono letteralmente presi d'assalto dai fedeli proprio in questi giorni per ottenere così l'assicurazione e la protezione del santo per tutto l'anno. Molti sono i devoti che acquistano il tipico boccale il ceramica con dipinta l'effige stilizzata del santo e l'anno della visita. La processione serale del 16 agosto viene accompagnata dalle conche devozionali fatte fiori di carta e allestite dalle ragazze del paese.